# Słowenia na Zimowych Igrzyskach Olimpijskich Młodzieży 2012
Słowenię na Zimowych Igrzyskach Olimpijskich Młodzieży 2012, które odbywały się w Innsbrucku reprezentowało 21 zawodników.

## Skład reprezentacji Słowenii

### Biathlon
Chłopcy
- Miha Dovžan
  - sprint - 21:10.2, 3 pudła - 17. miejsce
  - bieg pościgowy - 5. miejsce

- Vid Zabret
  - sprint - 21:39.3, 3 pudła - 21. miejsce
  - bieg pościgowy - 35. miejsce

Dziewczęta
- Anthea Grum
  - sprint - 21:51.7, 6 pudeł - 41. miejsce
  - bieg pościgowy - 31. miejsce

- Eva Urevc
  - sprint - 20:15.8, 6 pudeł - 28. miejsce
  - bieg pościgowy - 25. miejsce

### Biegi narciarskie
Chłopcy
- Miha Simenc
  - 10 km stylem klasycznym - 30:30.9 - 7. miejsce

- Matic Slabe
  - 10 km stylem klasycznym - 31:55.2 - 22. miejsce

Dziewczęta
- Lea Einfalt
  - 5 km stylem klasycznym - 15:01.2 -  brązowy medal

- Anamarija Lampic
  - 5 km stylem klasycznym - 14:37.7 -  srebrny medal

### Hokej na lodzie
Chłopcy
- Primoz Cuvan

Dziewczęta
- Ursa Pazlar

### Kombinacja norweska
Chłopcy
- Luka Pintaric
  - Skocznia normalna/10km
  - Skok - 72.5 m, nota - 120.8, strata czasowa - +1:07 - 6. miejsce
  - Bieg - 28:43.8, strata czasowa - +2:59.4, - 11. miejsce
  - Łącznie - 10. miejsce

### Narciarstwo alpejskie
Chłopcy
- Štefan Hadalin
  - supergigant - nie ukończył
  - super kombinacja - 1:42.67 - 7. miejsce

- Miha Hrobat
  - supergigant - nie ukończył
  - super kombinacja - 1:41.12 -  srebrny medal

Dziewczęta
- Saša Brezovnik
  - supergigant - nie ukończyła
  - super kombinacja - 1:43.48 - 11. miejsce
  - slalom gigant - 1:59.17 - 10. miejsce

- Claudia Seidl
  - supergigant - 1:09.92 - 20. miejsce
  - super kombinacja - 2:09.63 - 28. miejsce
  - slalom gigant - 2:01.78 - 20. miejsce

### Narciarstwo dowolne
Dziewczęta
- Monika Loboda - halfpipe
  - pierwsza runda - 24.00
  - druga runda - 41.00 - 9. miejsce
  - finał - nie awansowała

### Skeleton
Dziewczęta
- Eva Vuga

### Skoki narciarskie
Chłopcy
- Anže Lanišek
  - pierwsza seria - 81.0 m, nota - 143.7
  - druga seria - 79.0 m, nota - 142.4
  - łączna nota - 286.1 pkt. -  złoty medal

Dziewczęta
- Urša Bogataj
  - pierwsza seria - 71.5 m, nota - 120.4
  - druga seria - 71.5 m, nota - 118.9
  - łączna nota - 239.3 pkt. -  brązowy medal

### Snowboard
Chłopcy
- Jan Kralj - halfpipe
  - kwalifikacje - pierwszy zjazd - 65.50, drugi zjazd - 69.00 - 4. miejsce
  - półfinał - pierwszy zjazd - 76.00, drugi zjazd - 67.50 - 3. miejsce
  - finał - pierwszy zjazd - 68.25, drugi zjazd - 75.00 - 6. miejsce
- Tim-Kevin Ravnjak - halfpipe
  - kwalifikacje - pierwszy zjazd - 89.25, drugi zjazd - 93.00 - 1. miejsce
  - finał - pierwszy zjazd - 59.35, drugi zjazd - 86.75 -  srebrny medal